# Vláda Konstantina Fehrenbacha
Vláda Konstantina Fehrenbacha byla vláda Německé říše v období Výmarské republiky působící od 25. června 1920 do 4. května 1921.
Vláda měla 12 členů a tvořila ji koalice Centra, Německé lidové strany (DVP) a Německé demokratické strany (DDP). Portfeje byly rozděleny v poměru 5:3:2 a ve vládě byli dva nestraníci. Vznikla po volbách do sněmu v červnu 1920. Jelikož se jednalo o menšinový kabinet, který disponoval 168 mandáty v 459 členném směnu, byl odkázán na toleranci sociálních demokratů. Vláda podala demisi kvůli neshodám ohledně placení reparací, který vyústilo v Londýnské ultimátum od dohodových mocností. 

## Vznik vlády
Ve volbách v červnu 1920 utrpěla vládní koalice SPD, DDP a Centra porážku a ztratila většinu ve sněmu. Sociálnědemokratický kancléř Müller se pokusil vyjednat koalici se zástupci USPD, kteří ale odmítli zahrnout do kabinetu jakoukoliv nesocialistickou stranu. Jelikož dohromady neměly obě sociálnědemokratické strany většinu a Müller odmítl jednat s pravicovými lidovci, tak sociální demokraté odešli do opozice. Šance sestavit vládu se chopilo Centrum. Karl Trimborn, který souhlasil s pozicí vyjednavače, dokázal dojednat se sociálními demokraty podporu menšinového kabinetu Centra, DDP a DVP do konference ve Spa v červenci 1920. Pozdější podpora měla být založená na dané politické situaci. Kancléřem se stal Konstantin Fehrenbach z Centra.   

## Politika vlády
Téma naplnění bodů Versailleské smlouvy zaměstnávalo vládu po celou dobu její existence. Vyjednávalo se na několika konferencích. Ta ve Spa mezi 5. až 16. červencem 1920 se zabývala odzbrojením a placením válečných reparací. Fehrenbach vedl německou delegaci a v tématu odzbrojení požadoval navýšení německé armády ze 100 000 mužů na dvojnásobek a povolení jednotek bezpečnostní policie (německy Sicherheitspolizei). Oba návrhy byly odmítnuty a datum na odzbrojení dáno na 1. leden 1921. Pokud by Němci armádu do té doby nezredukovali, museli počítat s intervencí dohodových armád. Placení reparací se chopil ministr zahraničí Simons. Při vyjednávání se zdržel zmínek o jakýchkoliv přesných obnosech či termínech splacení. Nakonec byly dojednány pouze podíly reparací, které připadnou vítězným zemím (Francie 52 %, Velká Británie 22 %, Itálie 10 %, Belgie 8 % a ostatní celkem 8 %). Německý návrh zahrnout USA do jednání jako mediátora byl taktéž spojenci odmítnut.
Na druhou stranu se Němcům podařilo udržet většinu území, kde se po prohrané válce konaly plebiscity. Výrazným úspěchem byl plebiscit ve Východním Prusku konaný v červnu 1920. Místní obyvatelé se rozhodovali, jestli zůstanou součástí německého Východního Pruska nebo se připojí k nově vzniklé Polské republice. Polsko-sovětská válka, která se nevyvíjela podle polských představ, výrazně ovlivnila výsledek plebiscitu. V oblasti Olštýna hlasovalo pro Německo 97,9 % a v Marienwerderu 92,4 % obyvatel. Polovičním úspěchem dopadl plebiscit v Šlesvicku. Severní část území byla připojena k Dánsku, jižní oblasti s Flensburgem ale zůstaly součástí Německa. Plebiscit měl proběhnout i v průmyslovém Horním Slezsku, kde nakonec Poláci vzali situaci do svých rukou a provedli rozsáhlé protiněmecké posvátní.     

## Konec vlády
V lednu 1921 zasedla v Paříži spojenecká Nejvyšší válečná rada, která stanovila válečné reparace na částku 226 miliard marek placených v ročních intervalech po následujících 42 let. K tomu měla být částka každý rok zvyšována od 2 do 6 miliard a přidáno 12 % z ročního objemu německého vývozu. V Německu vyvolal návrh velké pobouření a vnitropolitickou krizi. Na konferenci v Londýně v březnu 1921 přišel Simons s protinávrhem, kde nabídl splacení 50 miliard marek. Spojenci odmítli a jako odpověď obsadili v Porúří města  Düsseldorf, Duisburg a Ruhrort. Němcům bylo dáno 5. května sedmidenní ultimátum, aby platební plán schválili. Jinak měla být obsazena další německá města. Lidovci odmítli podpořit spojenecký plán a v dubnu oznámili opuštění vlády, které naplnili 4. května 1921. Vláda padla po 313 dnech a zůstala v úřadě, dokud nebyla složena vláda nová. Vláda kancléře Wirtha se ujala úřadu 10. května 1921 a ještě ten den schválila plán placení reparací. 

## Seznam členů vlády

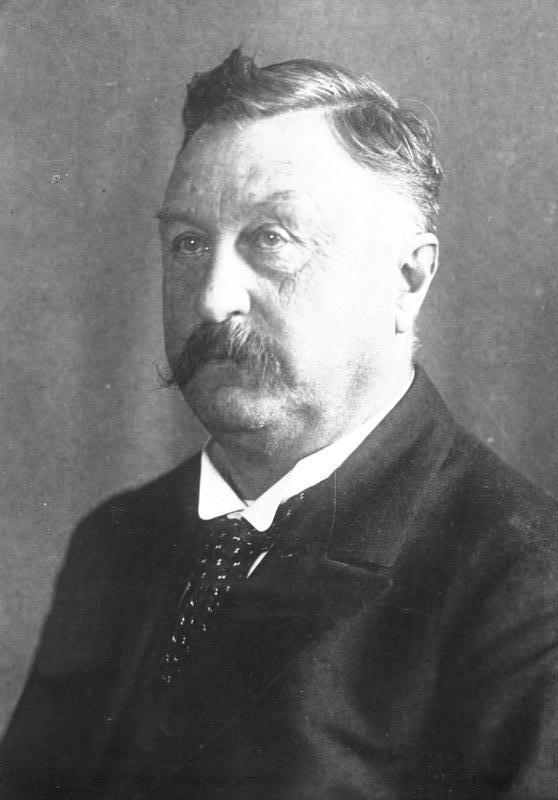
Kancléř Constantin Fehrenbach

| Portfej              | Ministr               | Strana | Strana      | Nástup do úřadu | Odchod z úřadu |
| -------------------- | --------------------- | ------ | ----------- | --------------- | -------------- |
| říšský kancléř       | Konstantin Fehrenbach |        | Centrum     | 25. června 1920 | 4. května 1921 |
| vicekancléř          | Rudolf Heinze         |        | DVP         | 25. června 1920 | 4. května 1921 |
| justice              | Rudolf Heinze         |        | DVP         | 25. června 1920 | 4. května 1921 |
| zahraničí            | Walter Simons         |        | bezpartijní | 25. června 1920 | 4. května 1921 |
| vnitro               | Erich Koch-Weser      |        | DDP         | 25. června 1920 | 4. května 1921 |
| hospodářství         | Ernst Scholz          |        | DVP         | 25. června 1920 | 4. května 1921 |
| práce                | Heinrich Brauns       |        | Centrum     | 25. června 1920 | 4. května 1921 |
| výživa a zemědělství | Andreas Hermes        |        | Centrum     | 25. června 1920 | 4. května 1921 |
| obranné síly         | Otto Geßler           |        | DDP         | 25. června 1920 | 4. května 1921 |
| finance              | Joseph Wirth          |        | Centrum     | 25. června 1920 | 4. května 1921 |
| říšské klenoty       | Hans von Raumer       |        | DVP         | 25. června 1920 | 4. května 1921 |
| pošty                | Johannes Giesberts    |        | Centrum     | 25. června 1920 | 4. května 1921 |
| doprava              | Wilhelm Groener       |        | bezpartijní | 25. června 1920 | 4. května 1921 |